# 2004 en Italie
Chronologie de l'Italie
- 2000
- 2001
- 2002
- 2003
- 2004
- 2005
- 2006
- 2007
- 2008

2002 par pays en Europe - 2003 par pays en Europe - 2004 par pays en Europe - 2005 par pays en Europe - 2006 par pays en Europe
2002 en Europe - 2003 en Europe - 2004 en Europe - 2005 en Europe - 2006 en Europe

## Événements

### Janvier 2004
- Samedi 1er janvier : entrée en vigueur de la loi sur la vie privée (it)

- Gênes et Lille sont des capitales européennes de la culture.

### Février 2004
- x

### Mars 2004
- 6 mars - Sanremo : Marco Masini s'impose avec le Flying Man à la 54e édition du Festival de la chanson italienne.

- 20 mars - : deuxième journée mondiale contre la guerre ;  des millions de personnes descendent dans la rue partout dans le monde, des centaines de milliers à Rome.

### Avril 2004
- x

### Mai 2004
- x

### Juin 2004
- x

### Juillet 2004
- x

### Août 2004
- x

### Septembre 2004
- 1 septembre à Mazara del Vallo en Sicile, une fillette de 3 ans nommée Denise Pipitone, est déclarée disparue les enquêtes seront ouvertes pour être rouvertes en 2021.

### Octobre 2004
- x

### Novembre 2004
- 25 novembre: le président de la République italienne Carlo Azeglio Ciampi gracie Graziano Mesina, dit "Grazianeddu", ancienne primevère rouge du banditisme sarde.

### Décembre 2004
- 7 décembre - : après trois ans de rénovation, le Teatro alla Scala de Milan rouvre avec l'opéra L'Europarecognata d'Antonio Salieri.

## Culture

### Cinéma

#### Films italiens sortis en 2004
- 2 janvier : Il Cartaio (The Card Player), film réalisé par Dario Argento
- 11 février : Vaniglia e cioccolato (Vanille et Chocolat), film réalisé par Ciro Ippolito
- 7 mai : Sotto il sole della Toscana (Sous le soleil de Toscane), film américano-italien réalisé par Audrey Wells
- 14 mai : Certi Bambini, film réalisé par Andrea et Antonio Frazzi
- 24 septembre : Le Conseguenze dell'amore (Les Conséquences de l'amour), film réalisé par Paolo Sorrentino

#### Autres films sortis en Italie en 2004
- 23 avril : L'alba dei morti viventi (L'Armée des morts), film américain réalisé par Zack Snyder
- 18 juin : 50 volte il primo bacio (Amour et Amnésie), film américain réalisé par Peter Segal
- 25 juin : Alamo - Gli ultimi eroi (Alamo), film américain réalisé par John Lee Hancock
- 2 juillet : Against the Ropes (Dans les cordes), film américain réalisé par Charles S. Dutton
- 13 août : A testa alta (Tolérance Zéro), film américain réalisé par Kevin Bray
- 3 septembre : 30 anni in un secondo (30 ans sinon rien), film américain réalisé par Gary Winick
- 29 octobre : 2046, film hongkongais réalisé par Wong Kar-wai
- 5 novembre : Agents secrets, film français réalisé par Frédéric Schoendoerffer

#### Mostra de Venise
- Lion d'or d'honneur : Manoel de Oliveira, Stanley Donen
- Lion d'or : Vera Drake de Mike Leigh
- Coupe Volpi pour la meilleure interprétation féminine : Imelda Staunton pour Vera Drake de Mike Leigh
- Coupe Volpi pour la meilleure interprétation masculine : Javier Bardem pour Mar adentro de Alejandro Amenábar

### Littérature

#### Livres parus en 2004

##### Romans
- Umberto Eco : La Mystérieuse Flamme de la reine Loana (La misteriosa fiamma della regina Loana) - (traduction française : Grasset, 2005)

##### Essais
- x

##### Poésie
- x

#### Prix et récompenses
- Prix Strega : Maurizio Maggiani, Il viaggiatore notturno (Feltrinelli)
- Prix Bagutta : Franco Cordero (it), Le strane regole del sig. B, (Garzanti)
- Prix Campiello : Paola Mastrocola, Una barca nel bosco
- Prix Napoli : Gian Mario Villalta, Tuo figlio (Mondadori)
- Prix Stresa : Antonia Arslan - La masseria delle allodole, (Rizzoli)
- Prix Viareggio :
  - Roman : Edoardo Albinati, Svenimenti
  - Essai : Andrea Tagliapietra, La virtù crudele
  - Poésie : Livia Livi, Antifona

## Décès en 2004
- 14 février : Marco Pantani, 34 ans, coureur cycliste. (° 13 janvier 1970)
- 30 novembre : Luigi Veronelli, 78 ans, critique gastronomique. (° 2 février 1926).

#### Articles sur l'année 2004 en Italie
- Élections européennes de 2004 en Italie

#### L'année sportive 2004 en Italie
- Championnats du monde de cyclisme sur route 2004
- Championnat d'Italie de football 2003-2004
- Championnat d'Italie de football 2004-2005
- Coupe d'Italie de football 2003-2004
- Coupe d'Italie de football 2004-2005
- Supercoupe d'Italie de football 2004
- Championnat d'Italie de rugby à XV 2003-2004
- Championnat d'Italie de rugby à XV 2004-2005
- Championnat d'Italie de combiné nordique 2004
- Grand Prix automobile d'Italie 2004
- Milan-San Remo 2004
- Tour d'Italie 2004
- Masters de Rome 2004

#### L'année 2004 dans le reste du monde
- l'année 2004 dans le monde
- 2004 par pays en Afrique
- 2004 par pays en Amérique, 2004 aux États-Unis, 2004 au Canada
- 2004 par pays en Asie
- 2004 par pays en Europe, 2004 en France, 2004 en Suisse
- 2004 par pays en Océanie
- 2004 par pays au Proche-Orient
- 2004 aux Nations unies